# Pao-šan (Šanghaj)

Pao-šan na mapě Šanghaje

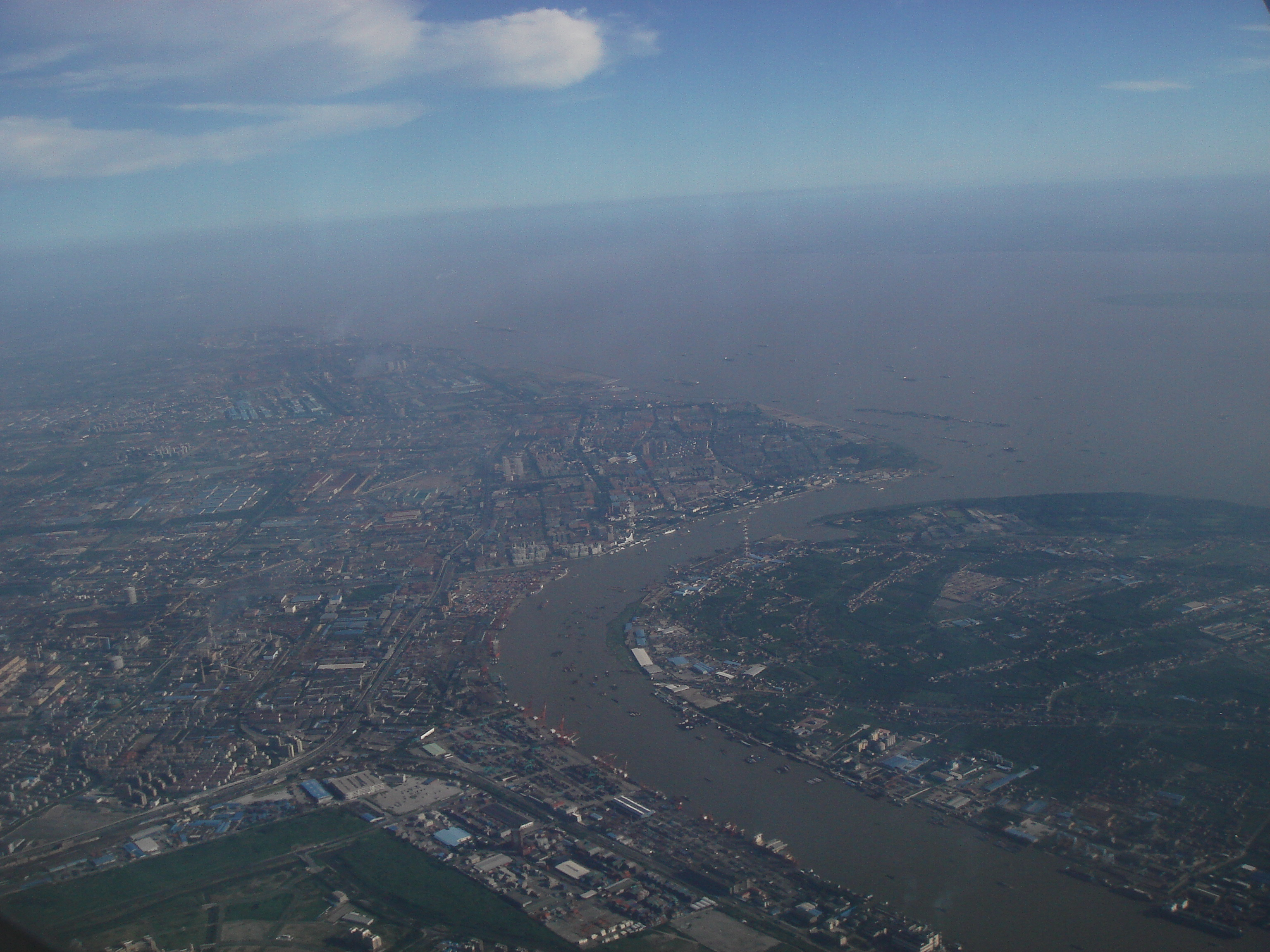
Letecký pohled na Pao-šan (na levém břehu Chuang-pchu-ťiangu)

Obvod Pao-šan (čínsky v českém přepisu Pao-šan čchü, pchin-jinem Bǎoshān qū, znaky 宝山区) je městský obvod v Šanghaji, jednom z největších měst Čínské lidové republiky a světa vůbec. Pao-šan má rozlohu přibližně 424 čtverečních kilometrů a při sčítání lidu v roce 2010 v něm žilo přibližně 1,9 miliónu obyvatel.
Severovýchodní hranici Pao-šanu určuje břeh Jang-c’-ťiangu a východní hranici břeh Chuang-pchu-ťiangu. Na severozápadě má Pao-šan krátkou hranici s provincií Ťiang-su a zbytek západní hranice je s šanghajským obvodem Ťia-ting. Na jihu a jihovýchodě hraničí Pao-šan s menšími obvody Pchu-tchuo, Ťing-an, Chung-kchou a Jang-pchu.